# Exercicie

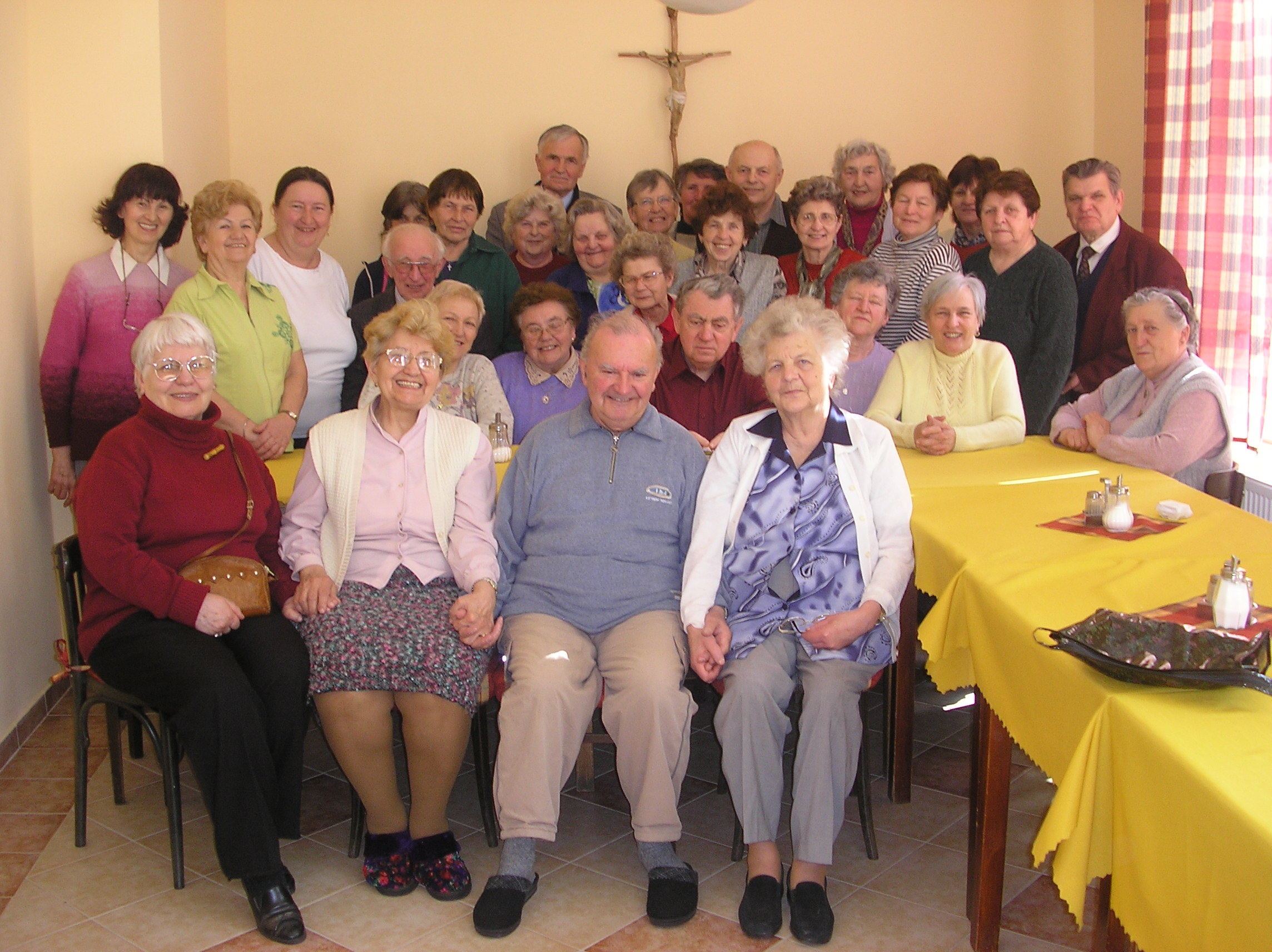
Společné foto z Duchovního cvičení pro seniory s jezuitou P. Janem Rybářem (vpředu uprostřed)

Exercicie, duchovní cvičení (latinsky Exercitia spiritualia) jsou formou duchovní formace. Jejich účelem je dojít prostřednictvím ztišení (někdy mlčení během celých exercicií), meditace (kontemplace) a modliteb prohloubení duchovního života jedince. Nejstarší duchovní cvičení jsou známa z dob mystiky 14.–15. století, v dnešní době jsou nejvíce provozována jezuity, případně redemptoristy.

## Historie
Svatý Ignác, zakladatel jezuitského řádu, zavedl tzv. velké exercicie (30denní) a malé exercicie (často týdenní). Pro kněze, řeholníky a řeholnice je povinnost konat tzv. malé exercicie jednou za rok. Pro konání exercicií byly zřizovány tzv. exerciční domy. První v Československu byl dům u sv. Apolináře v Praze, dodnes funguje například exerciční dům Stojanov na Velehradě nebo exerciční dům na Svaté Hoře.

## Charakteristika
Vedoucí exercicií se označuje exercitátor, bývá jím zpravidla kněz (nebo biskup).
Zkrácenou verzí exercicií bývá rekolekce. Ta se exerciciím blíží a zároveň se s nimi rozchází. Exercicie bývají vícedenní, rekolekce může být třeba pouze jednodenním ztišením. Tato redukovaná forma probíhá například ve farnostech jako jednodenní intenzivnější příprava před Vánocemi či Velikonocemi. Případně v některých řeholních komunitách bývá zvykem každoročně prožít běžné týdenní exercicie a navíc k tomu ještě ve zbytku roku konat v určitém intervalu (např. jeden den v měsíci) buď celý den, nebo alespoň větší část dne krátkou jednorázovou rekolekci.